# Roadmap (tecnologia)
Roadmap (lett. "mappa stradale", il termine tecnico italiano è cronoprogramma) è comunemente intesa come una sequenza temporale di azioni previste attraverso la quale ci si aspetta di raggiungere un obiettivo. Generalmente definisce il piano di sviluppo di un nuovo prodotto o di una nuova tecnologia.
Lo sviluppo di una roadmap ha tre usi principali:
- Aiuta a raggiungere un consenso su una serie di bisogni e sulle tecnologie necessarie al loro raggiungimento.
- Fornisce un meccanismo di supporto per le previsioni sugli sviluppi tecnologici.
- Fornisce un quadro di riferimento per pianificare e coordinare gli sviluppi tecnologici.